# Gazipur
Gazipur (Bengali: গাজীপুর) è una città del Bangladesh, situata nella divisione di Dacca.